# Edafozaur
Edafozaur (Edaphosaurus) – rodzaj roślinożernych synapsydów z rzędu pelykozaurów.

## Nazewnictwo
Nazwa pochodzi od połączenia dwóch greckich słów édaphos - grunt, ziemia i saúros - jaszczurka.

## Występowanie
Datę występowania szacuje się na erę późnego karbonu i wczesnego permu, ok. 303-299 mln lat temu. Występował na terenie Laurazji (Ameryka Północna i Europa). Jego szczątki znaleziono w USA i Czechach).

## Morfologia
Było to zwierzę średniej wielkości, od pół do 3 m długości z charakterystycznym grzebieniem skórnym rozpostartym na wyrostkach kręgów grzbietowych (wyrostki te miały krótkie poprzeczne odnogi.

## Systematyka
Edaphosaurus:
- Edaphosaurus cruciger
- Edaphosaurus pogonias

## Filatelistyka
Poczta Polska wyemitowała 5 marca 1965 r. znaczek pocztowy przedstawiający edafozaura o nominale 20 groszy, w serii Zwierzęta prehistoryczne. Autorem projektu znaczka był Andrzej Heidrich. Znaczek pozostawał w obiegu do 31 grudnia 1994 r..

## Galeria

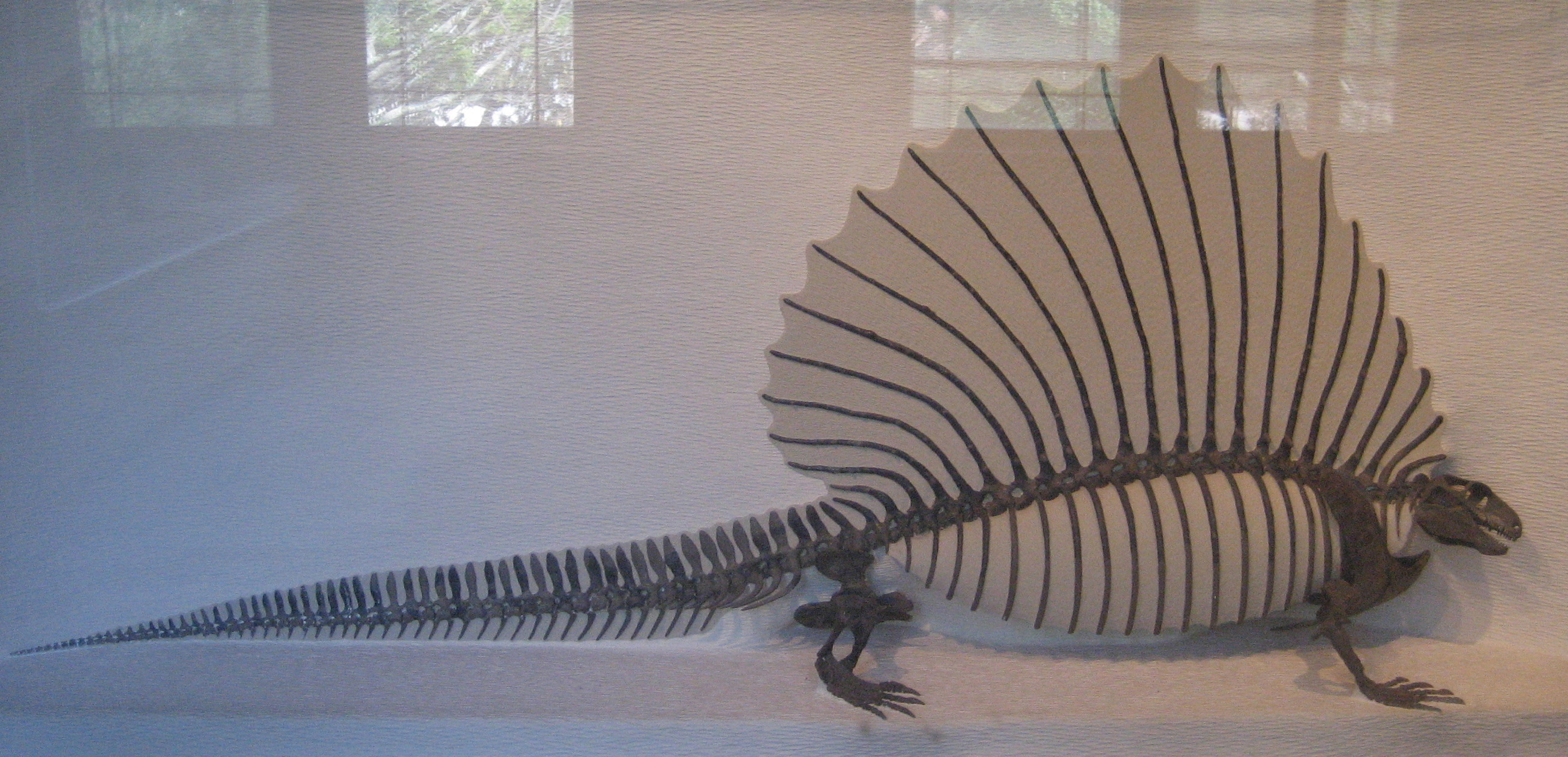
Szkielet w Harvard Museum of Natural History, Cambridge (Massachusetts)
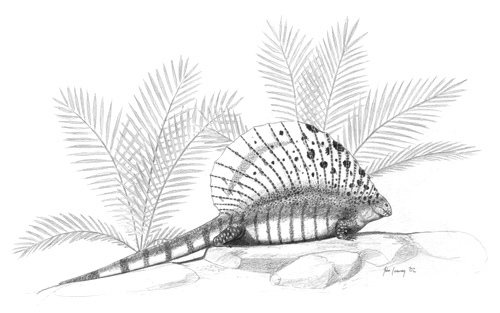
artystyczna wizja Edaphosaurus cruciger
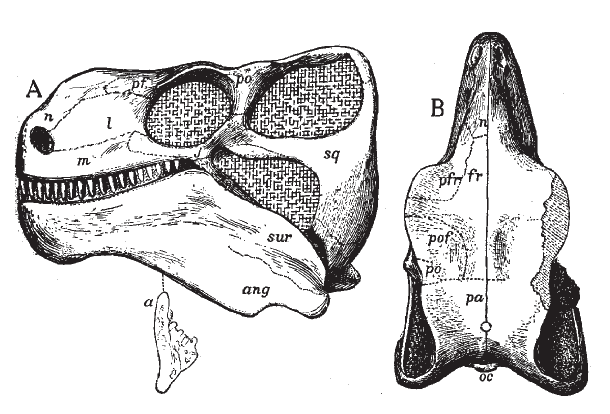
czaszka edafozaura

| ← mln lat temuEdafozaur |          |            |          |          |           |         |          |         |          |           |      |    |
| Prekambr←4,6 mld        | Kambr541 | Ordowik485 | Sylur443 | Dewon419 | Karbon359 | Perm299 | Trias252 | Jura201 | Kreda145 | Paleog.66 | Ng23 | Q2 |